# Dlhé nad Cirochou
Dlhé nad Cirochou (em húngaro: Cirókahosszúmező) é um município da Eslováquia, situado no distrito de Snina, na região de Prešov. Tem 26,3 km² de área e sua população em 2018 foi estimada em 1.916 habitantes.

## Demografia
| Ano:        | 1994 | 2004   | 2014   | 2024   |
| ----------- | ---- | ------ | ------ | ------ |
| Broj ljudi: | 2029 | 2106   | 1995   | 1868   |
| Razlika:    |      | +3,79% | -5,27% | -6,36% |

| Ano:               | 2023 | 2024   |
| ------------------ | ---- | ------ |
| Número de pessoas: | 1851 | 1868   |
| Diferença:         |      | +0,91% |